# Plectrohyla matudai
Plectrohyla matudai es una especie de anfibios de la familia Hylidae.
Habita en el sur de México, en Guatemala y en el este de Honduras.
Sus hábitats naturales son los montanos secos y los ríos. Está amenazada de extinción por la destrucción de su hábitat natural.